# Luis Rosadilla
Luis Rosadilla (né le 21 décembre 1953 à Montevideo) est le ministre de la Défense du gouvernement Mujica, qui doit être investi le 1er mars 2010. Membre du CAP-L, une tendance qui s'est détachée du Mouvement de participation populaire, Rosadilla a milité dans les années 1970 dans la guérilla du Mouvement de libération nationale - Tupamaros (MLN-T). Emprisonné sous la dictature, il fut boulanger dans les années 1990 tout en militant dans le MLN-T et dans le Mouvement de participation populaire (MPP), créé par les ex-guérilleros. Il a été élu député en 2004 (MPP/Espace 609), et réélu en 2009 sur la liste du CAP-L.

## Biographie
Né à Montevideo, Rosadilla a vécu son enfance dans le département de Canelones jusqu'à ses onze ans, où il revint près de la capitale, résidant au Cerrito de la Victoria. A treize ans, il commença à travailler dans une boulangerie, puis entra chez les Tupamaros alors qu'il faisait ses études secondaires. Cet engagement lui valut la prison après le coup d'État de juin 1973, restant incarcéré neuf ans, jusqu'en 1982. Libéré, il gagnait alors sa vie en lavant des draps que sa mère, employée domestique, lui donnait.
Avec le retour de la démocratie, en 1985, il participa à la réorganisation du MLN. Membre de la direction du Mouvement du 26 mars, puis du MLN (en 1991-92) ainsi que du Mouvement de participation populaire (MPP) de 1991 à 1993. En parallèle, il fonda sa propre boulangerie en 1992, dans laquelle il travailla jusqu'à 1993. Il fut alors choisi par le sénateur du MLN-T/MPP Eleuterio Fernández Huidobro pour être son secrétaire au Parlement, tâche qui l'occupa jusqu'en 2004.
Aux élections de 2004, Rosadilla était le cinquième sur la liste des candidats aux législatives du MPP-Espace 609, et fut ainsi élu député, président la Commission de la Défense à l'Assemblée. Réélu en 2009 sur les listes du CAP-L de Fernández Huidobro, il fut désigné futur ministre de la Défense du gouvernement Mujica.

## Source originale
- (es) Cet article est partiellement ou en totalité issu de l’article de Wikipédia en espagnol intitulé « Luis Rosadilla » (voir la liste des auteurs).